# Sabine Arndt
Sabine Arndt (* 1976 in Erding, Oberbayern) ist eine deutsche Fernsehmoderatorin.

## Leben
Arndt studierte an der Ludwig-Maximilians-Universität München Journalistik.
Ihre Karriere begann im Juni 1997 in der Nachrichtenredaktion von Radio Gong 96,3 in München. Im November 1998 folgte die Arbeit in der Reise- und Sportredaktion im Burda-Verlag bei der Zeitschrift Bunte. Bei einem Volontariat bei TV München stand sie 1999 bereits für die Nachrichten vor der Kamera.
Danach folgte von Februar 2001 bis zum Jahr 2003 die Moderation der Sendung Rundschau im Bayerischen Fernsehen.

## Moderatorin bei Sat.1
Im Jahr 2005 wechselte sie zu Sat.1. Ab April moderierte sie 17:30 – Live für Bayern in München. Vom 4. Juli bis Dezember 2005 gehörte sie mit Peer Kusmagk, Charlotte Karlinder und Jan Hahn zum Moderationsteam vom Sat.1-Frühstücksfernsehen in Berlin. Sie ersetzte dabei die Stelle von Jessica Witte-Winter.
Ab Januar 2006 war sie im bayerischen Regionalprogramm von Sat.1 zu sehen. Sie moderierte dort bis Dezember 2021 im Wechsel mit Eva Grünbauer und Ralf Exel die regionale Nachrichtensendung 17:30 Sat.1 Bayern, die von Montag bis Samstag ausgestrahlt wird. Nebenbei stand sie für den Nachrichtensender N24 für Schalten bereit.